# Чина (приток Дубовки)
Чина (Чеча) — река в России, протекает по Оренбургской области. Устье реки находится в 5,4 км по правому берегу реки Дубровка. Длина реки составляет 15 км.

## Данные водного реестра
По данным государственного водного реестра России относится к Уральскому бассейновому округу, водохозяйственный участок реки — Большой Ик. Речной бассейн реки — Урал (российская часть бассейна).
Код объекта в государственном водном реестре — 12010000612112200006306.